# Olympische Sommerspiele 2020/Surfen
Erstmals waren bei den Olympischen Spielen 2020 in Tokio Wettbewerbe im Surfen Teil des olympischen Programms. Ausgetragen wurden je ein Wettbewerb für Männer und Frauen auf dem Shortboard. Die Wettbewerbe fanden zwischen dem 25. und dem 27. Juli 2021 am Tsurigasaki Surfing Beach der Stadt Ichinomiya statt. Die ersten Olympiasieger im Surfen wurden der Brasilianer Italo Ferreira und die US-Amerikanerin Carissa Moore.

## Bilanz

### Medaillenspiegel
| Platz  | Land               | Gold | Silber | Bronze | Gesamt |
| ------ | ------------------ | ---- | ------ | ------ | ------ |
| 1      | Brasilien          | 1    | –      | –      | 1      |
| 1      | Vereinigte Staaten | 1    | –      | –      | 1      |
| 3      | Japan              | –    | 1      | 1      | 2      |
| 4      | Südafrika          | –    | 1      | –      | 1      |
| 5      | Australien         | –    | –      | 1      | 1      |
| Gesamt | Gesamt             | 2    | 2      | 2      | 6      |

### Medaillengewinner
| Disziplin         | Gold                 | Silber                 | Bronze              |
| ----------------- | -------------------- | ---------------------- | ------------------- |
| Männer Shortboard | Italo Ferreira (BRA) | Kanoa Igarashi (JPN)   | Owen Wright (AUS)   |
| Frauen Shortboard | Carissa Moore (USA)  | Bianca Buitendag (RSA) | Amuro Tsuzuki (JPN) |

## Wettkampfmodus und Zeitplan
Sowohl der Männerwettbewerb als auch der Frauenwettbewerb fanden nach dem folgenden Schema statt: Zunächst traten die jeweils 20 Athleten in fünf Vorläufen (Heats) mit jeweils vier Sportlern an. Die beiden besten Athleten jedes Heats zogen direkt in die dritte Runde ein. Die verbliebenen zehn Sportler ermittelten in der zweiten Runde – in zwei Läufen mit jeweils fünf Sportlern, von denen die drei besten weiterkamen – die sechs übrigen Teilnehmer für die dritte Runde. Ab der dritten Runde mit sechzehn Sportlern traten jeweils zwei Athleten im direkten Vergleich an, wobei der Sieger im Wettkampf verblieb. Die beiden Halbfinalverlierer machten zudem untereinander den Gewinner der Bronzemedaille aus. Die Länge eines Heats (wie auch die Länge der Finalrunden) wurde vom technischen Direktor festgelegt und betrug im Normalfall 30 Minuten.
Ursprünglich waren die Medaillenläufe für den 28. Juli angesetzt. Wegen der angekündigten Ankunft des tropischen Sturmes Nepartak wurde die Entscheidung um einen Tag vorgezogen.
| Männer | R1 / R2 | R3 | VF / HF/ |
| Frauen | R1 / R2 | R3 | VF / HF/ |

## Ergebnisse

### Männer
| Platz | Land | Athlet         |
| ----- | ---- | -------------- |
| 1     | BRA  | Italo Ferreira |
| 2     | JPN  | Kanoa Igarashi |
| 3     | AUS  | Owen Wright    |
| 4     | BRA  | Gabriel Medina |
| 5     | USA  | Kolohe Andino  |
| 5     | FRA  | Michel Bourez  |
| 5     | JPN  | Hiroto Ohhara  |
| 5     | PER  | Lucca Mesinas  |

### Frauen
| Platz | Land | Athletin          |
| ----- | ---- | ----------------- |
| 1     | USA  | Carissa Moore     |
| 2     | RSA  | Bianca Buitendag  |
| 3     | JPN  | Amuro Tsuzuki     |
| 4     | USA  | Caroline Marks    |
| 5     | POR  | Yolanda Hopkins   |
| 5     | CRC  | Brisa Hennessy    |
| 5     | BRA  | Silvana Lima      |
| 5     | AUS  | Sally Fitzgibbons |

## Qualifikation
Folgende Nationen waren für die Wettbewerbe qualifiziert:
| Nation             | Männer | Frauen | Quotenplätze |
| ------------------ | ------ | ------ | ------------ |
| Argentinien        | 1      |        | 1            |
| Australien         | 2      | 2      | 4            |
| Brasilien          | 2      | 2      | 4            |
| Chile              | 1      |        | 1            |
| Costa Rica         |        | 2      | 2            |
| Deutschland        | 1      |        | 1            |
| Ecuador            |        | 1      | 1            |
| Frankreich         | 2      | 2      | 4            |
| Indonesien         | 1      |        | 1            |
| Israel             |        | 1      | 1            |
| Italien            | 1      |        | 1            |
| Japan              | 2      | 2      | 4            |
| Marokko            | 1      |        | 1            |
| Neuseeland         | 1      | 1      | 2            |
| Portugal           | 1      | 2      | 3            |
| Peru               | 2      | 2      | 4            |
| Südafrika          |        | 1      | 1            |
| Vereinigte Staaten | 2      | 2      | 4            |
| Gesamt: 17 NOKs    | 20     | 20     | 40           |

In den Wochen vor den olympischen Wettkämpfen gab es zwei kurzfristige Verschiebungen im Teilnehmerfeld der Männer. Der Südafrikaner Jordy Smith sagte seinen Olympiastart Anfang Juli verletzungsbedingt ab und wurde durch den Italiener Leonardo Fioravanti ersetzt. Der Portugiese Frederico Morais wurde zwei Tage vor der Eröffnungsfeier positiv auf COVID-19 getestet. Seinen Startplatz erhielt Carlos Muñoz aus Costa Rica, der jedoch nicht rechtzeitig für den ersten Wettkampftag in Ichinomiya eintraf, sodass bei den Männern letztlich nur 19 Athleten antraten.